# 11351 Леукус
11351 Леукус (дав.-гр. Λεῦκος) — троянський астероїд Юпітера, діаметром приблизно 40 км. Передбачуваний астероїд типу D є надзвичайно повільним ротатором із періодом обертання 466 годин. Він був відкритий 12 жовтня 1997 року за допомогою Пекінської астероїдної програми Шмідта (SCAP) на станції Сінлун в китайській провінції Хебей. Названий на честь ахейського воїна Левка з грецької міфології.
Леукус є однією з цілей місії «Люсі», проліт повз якого запланований на квітень 2028 року.

## Орбіта
Левк — темний троянський астероїд Юпітера, знаходиться в орбітальному резонансі з Юпітером 1:1. Він розташований у точці Лагранжа L4 Юпітера, на 60° попереду його орбіти.
Він обертається навколо Сонця на відстані 5,0–5,6 а. о. кожні 12 років і 2 місяці (4440 днів; велика піввісь 5,29 а. о.). Його орбіта має ексцентриситет 0,06 і нахил відносно екліптики 12°.